# Churel
Churel är en kvinnlig vampyr inom indiska skräckhistorier och mytologi. Churel var inte vacker, hon hade mörkt tovigt hår, en lång tunga, kraftiga hängande bröst och svullna läppar.
Churel uppstod ur gravida kvinnor som dött under Dewali-festivalen. Churel gav sig ofta på barn.